# The Evening Star
The Evening Star är en oljemålning från omkring år 1830, utförd av den brittiske konstnären William Turner. Turner gav själv inte verket detta namn, utan titeln kommer från en av hans anteckningsböcker. Målningen tros inte vara ett fullbordat verk, utan tros istället vara ett experiment över ljus och atmosfär i bildkonst. Titeln verkar syfta på den stjärna som syns i målningen; den är svår att urskilja i himmelen men en tydlig reflektion av stjärnan ses i vattnet. Verket illustrerar övergången mellan dag och natt, där kvällsstjärnan blottar sig i dagsljus men vars sken snabbt övertas av månen. I förgrunden till målningen ses en pojke med ett fiskenät och en hund.